# Belgische kampioenschappen atletiek 1946
De Belgische kampioenschappen atletiek 1946 alle categorieën vonden plaats op 28 juli in het Olympisch Stadion te Antwerpen en op 4 augustus in De Ganzenvijver in Ukkel. De 3000 m steeple werd gelopen op 31 augustus in het Bosuilstadion in Antwerpen. 
Tijdens deze kampioenschappen verbeterden eerst Roger Verhas met 43,50 m en daarna Raymond Kintziger met 43,79 m het Belgisch record van Marcel Denis bij het discuswerpen.
De kampioenschappen voor vrouwen vonden op 28 juli plaats in Etterbeek.

## Uitslagen

### 100 m
| rang   | atleet        | prestatie |
| ------ | ------------- | --------- |
| Goud   | Pol Braekman  | 10,7 s    |
| Zilver | Jean Daems    | 10,7 s    |
| Brons  | Guy Peellaert | 11,0 s    |

| rang   | atlete        | prestatie |
| ------ | ------------- | --------- |
| Goud   | Aimée Knaepen | 13,4 s    |
| Zilver | Gusta Burlet  |           |
| Brons  | Jenny This    |           |

### 200 m
| rang   | atleet           | prestatie |
| ------ | ---------------- | --------- |
| Goud   | Jean Daems       | 22,1 s    |
| Zilver | Fernand Bourgaux | 22,2 s    |
| Brons  | Guy Peellaert    | 22,2 s    |

| rang   | atlete        | prestatie |
| ------ | ------------- | --------- |
| Goud   | Aimée Knaepen | 28,6 s    |
| Zilver | Gusta Burlet  |           |
| Brons  | Lepièce       |           |

### 400 m
| rang   | atleet           | prestatie |
| ------ | ---------------- | --------- |
| Goud   | Herman Kunnen    | 49,0 s    |
| Zilver | Guy Van Goethem  | 50,2 s    |
| Brons  | Raymond Lefebure | 51,0 s    |

### 800 m
| rang   | atleet           | prestatie |
| ------ | ---------------- | --------- |
| Goud   | Richard Brancart | 1.55,3    |
| Zilver | Eugene Goossens  | 1.55,9    |
| Brons  | Josse Jansen     | 1.57,0    |

| rang   | atlete              | prestatie |
| ------ | ------------------- | --------- |
| Goud   | Jeanne van Kesteren | 2.51,6    |
| Zilver | Van Horiq           |           |
| Brons  | Croy                |           |

### 1500 m
| rang   | atleet           | prestatie |
| ------ | ---------------- | --------- |
| Goud   | Cyrille De Vuyst | 3.56,6    |
| Zilver | Robert Everaert  | 3.57,6    |
| Brons  | Marcel Rajon     | 4.01,6    |

### 5000 m
| rang   | atleet              | prestatie |
| ------ | ------------------- | --------- |
| Goud   | Gaston Reiff        | 14.54,0   |
| Zilver | Marcel Vandewattyne | 14.58,0   |
| Brons  | Bert Hermans        | 15.14,6   |

### 10.000 m
| rang   | atleet        | prestatie |
| ------ | ------------- | --------- |
| Goud   | Jean De Raedt | 34.55,8   |
| Zilver | Henri Fioole  | 36.56,0   |
| Brons  |               |           |

### 110 m horden/80 m horden
| rang   | atleet            | prestatie |
| ------ | ----------------- | --------- |
| Goud   | Pol Braekman      | 14,8 s    |
| Zilver | Roger Laermans    | 15,2 s    |
| Brons  | Piet Van de Sijpe | 15,6 s    |

| rang   | atlete | prestatie |
| ------ | ------ | --------- |
| Goud   |        |           |
| Zilver |        |           |
| Brons  |        |           |

### 200 m horden
| rang   | atleet            | prestatie |
| ------ | ----------------- | --------- |
| Goud   | Piet Van de Sijpe | 25,7 s    |
| Zilver | Roger Laermans    | 25,9 s    |
| Brons  | Marcel Dits       | 26,5 s    |

### 400 m horden
| rang   | atleet            | prestatie |
| ------ | ----------------- | --------- |
| Goud   | Robert Prévot     | 56,7 s    |
| Zilver | Antoine Lafortune | 58,0 s    |
| Brons  | Jean Bennekens    | 58,6 s    |

### 3000 m steeple
| rang   | atleet              | prestatie |
| ------ | ------------------- | --------- |
| Goud   | Marcel Vandewattyne | 9.46,6    |
| Zilver | Robert Everaert     | 9.56,6    |
| Brons  | Willy Deneef        | 10.31,8   |

### Verspringen
| rang   | atleet           | prestatie |
| ------ | ---------------- | --------- |
| Goud   | Julien Hutsebaut | 6,84 m    |
| Zilver | Léopold Delcour  | 6,74 m    |
| Brons  | René Libert      | 6,71 m    |

| rang   | atlete             | prestatie |
| ------ | ------------------ | --------- |
| Goud   | Aimée Knaepen      | 4,77 m    |
| Zilver | Jenny Van Gerdinge | 4,61 m    |
| Brons  | Milou Verset       | 4,32 m    |

### Hink-stap-springen
| rang   | atleet           | prestatie |
| ------ | ---------------- | --------- |
| Goud   | Marcel Denis     | 13,715 m  |
| Zilver | A. Vander Eecken | 13,51 m   |
| Brons  | L. Lefèvre       | 13,175 m  |

### Hoogspringen
| rang   | atleet         | prestatie |
| ------ | -------------- | --------- |
| Goud   | Aimé Bequet    | 1,80 m    |
| Zilver | Roland Calliau | 1,80 m    |
| Brons  | Joseph Luyten  | 1,77 m    |

| rang   | atlete             | prestatie |
| ------ | ------------------ | --------- |
| Goud   | Jenny Van Gerdinge | 1,40 m    |
| Zilver | Dierickx           | 1,40 m    |
| Brons  | Jacqueline Stoupel | 1,35 m    |

### Polsstokhoogspringen
| rang   | atleet             | prestatie |
| ------ | ------------------ | --------- |
| Goud   | Frans Van Peteghem | 3,80 m    |
| Zilver | Albert Vanherck    | 3,70 m    |
| Brons  | Fernand Degens     | 3,30 m    |

### Kogelstoten
| rang   | atleet            | prestatie |
| ------ | ----------------- | --------- |
| Goud   | Roger Verhas      | 13,43 m   |
| Zilver | Pierre Cauwe      | 13,42 m   |
| Brons  | René Vande Voorde | 13,01 m   |

| rang   | atlete       | prestatie |
| ------ | ------------ | --------- |
| Goud   | José Thys    | 9,31 m    |
| Zilver | Nicole Saeys | 8,40 m    |
| Brons  | Schalckens   | 7,37 m    |

### Discuswerpen
| rang   | atleet            | prestatie    |
| ------ | ----------------- | ------------ |
| Goud   | Raymond Kintziger | 43,79 m (NR) |
| Zilver | Roger Verhas      | 43,50m (NR)  |
| Brons  | Raymond Claus     | 41,12 m      |

| rang   | atlete             | prestatie |
| ------ | ------------------ | --------- |
| Goud   | Jenny Van Gerdinge | 31,64 m   |
| Zilver | Milou Verset       | 27,71 m   |
| Brons  | José Thys          | 26,28 m   |

### Speerwerpen
| rang   | atleet          | prestatie |
| ------ | --------------- | --------- |
| Goud   | Émile Ninnin    | 51,89 m   |
| Zilver | Arthur Fontaine | 51,18 m   |
| Brons  | Jules Herremans | 50,50 m   |

| rang   | atlete              | prestatie |
| ------ | ------------------- | --------- |
| Goud   | José Thys           | 34,31 m   |
| Zilver | Nicole Saeys        | 30,75 m   |
| Brons  | Jeanne van Kesteren | 28,73 m   |

1889 · 
1890 · 
1891 · 
1892 · 
1893 · 
1894 · 
1895 · 
1896 · 
1897 · 
1898 · 
1899 · 
1900 · 
1901 · 
1902 · 
1903 · 
1904 · 
1905 · 
1906 ·
1907 ·
1908 · 
1909 · 
1910 · 
1911 · 
1912 · 
1913 · 
1914 · 
1919 · 
1920 · 
1921 · 
1922 · 
1923 · 
1924 · 
1925 · 
1926 · 
1927 · 
1928 · 
1929 · 
1930 · 
1931 · 
1932 · 
1933 · 
1934 · 
1935 · 
1936 · 
1937 · 
1938 · 
1939 · 
1940 · 
1941 · 
1942 · 
1943 · 
1944 · 
1945 · 
1946 · 
1947 · 
1948 · 
1949 · 
1950 · 
1951 · 
1952 · 
1953 · 
1954 · 
1955 · 
1956 · 
1957 · 
1958 · 
1959 · 
1960 · 
1961 · 
1962 · 
1963 · 
1964 · 
1965 · 
1966 · 
1967 · 
1968 · 
1969 · 
1970 · 
1971 · 
1972 · 
1973 · 
1974 · 
1975 · 
1976 · 
1977 · 
1978 · 
1979 · 
1980 · 
1981 · 
1982 · 
1983 · 
1984 · 
1985 · 
1986 · 
1987 · 
1988 · 
1989 · 
1990 · 
1991 · 
1992 · 
1993 · 
1994 ·
1995 · 
1996 · 
1997 · 
1998 · 
1999 · 
2000 · 
2001 · 
2002 · 
2003 · 
2004 · 
2005 · 
2006 · 
2007 · 
2008 · 
2009 · 
2010 · 
2011 · 
2012 · 
2013 · 
2014 · 
2015 · 
2016 · 
2017 · 
2018 · 
2019 · 
2020 · 
2021 · 
2022 · 
2023 · 
2024